# Jim Ward (actor de doblaje)
James Kevin Ward (San Francisco, 19 de mayo de 1959), conocido como Jim Ward,  es un actor de doblaje retirado estadounidense que ha prestado su voz para un gran número de videojuegos, películas y series animadas.

## Biografía

### Carrera radiofónica
Desde 2004, ha copresentado The Stephanie Miller Show, un programa de radio nacionalmente sindicado liberal que presenta a imitadores de figuras políticas y otras celebridades. 
En su programa, se reveló que Jim acudió a la Universidad de California en Los Ángeles, donde su padre, Don Ward, fue profesor de alemán y de folclore. 

### Carrera narrativa
Jim Ward también es conocido por sus papeles en videojuegos y en animación, los cuales incluyen Captain Copernicus Leslie Qwark en Ratchet & Clank, Diamondhead en Ben 10 y Ben 10: Destroy All Aliens, Henry Peter Gyrich en The Avengers: Earth's Mightiest Heroes, el presentador de noticias Chet Ubetcha y Doug Dimmadome en Los padrinos mágicos, Angus en The Secret Files of the Spy Dogs y Professor Xavier en Wolverine y los X-Men. 
En 2006, interpretó a Eyemore, Crusher y Stoker en Biker Mice from Maker, que fue un remake del show homónimo de 1990. El personaje, Stoker, había sido interpretado por Peter Strauss en la serie, pero después de que él abandonó la serie, y Jim Ward lo tomó. En 2009, por sus papeles en la serie, fue nominado y ganó el Premios Daytime Emmy por Excepcional Intérprete en un Programa Animado. 

### Problemas De La Salud Y Jubilación
En 2021, se informó que Ward había desarrollado síntomas de la Enfermedad de Alzheimer y contrajo un caso grave de COVID-19, lo que lo dejó incapaz de continuar con la actuación de voz.

## Filmografía

### Papeles de anime
- Yojimbo of the Wind - Master of Tonbo, Tanida
- Gokudō-kun Man'yūki
- Porco Rosso - Voces adicionales
- El viaje de Chihiro - Voces adicionales

### Papeles animados
- Avatar: la leyenda de Aang - Headmaster (invitado, episodio 3.2)
- Angry Birds Space - Sal Johnson
- The Avengers: Earth's Mightiest Heroes - Baron Strucker, Henry Peter Gyrich, voces adicionales[1]
- Ben 10 - Diamondhead, XLR8, Wildvine, Mr. Beck, voces adicionales[1]
- Los motorratones de Marte - Stoker Van Rotten (reemplazando a Peter Strauss)
- Crash Nebula - Pa Speevak/Dif
- Danny Phantom - Bertrand
- The Emperor's New School - Varias voces
- Los padrinos mágicos - Chet Ubetcha, Doug Dimmadome, voces adicionales
- Hard Drinkin' Lincoln - Abraham Lincoln
- ¡Oye, Arnold! - Anunciador
- Kung Fu Panda: la leyenda de Po - Kwan
- Last Chance - Marine
- Mighty Mouse: The New Adventures - Voces adicionales
- Quick Change - Dibujante de la Policía
- Reader Rabbit - Sam el León
- The Secret Files of the Spy Dogs - Angus, Dog Chow y uno de los Space Slugs
- Star vs. the Forces of Evil - TBA
- The Super Hero Squad Show - Professor Xavier
- Tapeheads - Dutch Reagan
- Transformers: Robots in Disguise - TBA
- T.U.F.F. Puppy - Voces adicionales
- Wolverine y los X-Men - Professor X, Centinela, Warren Worthington II, Abraham Cornelius, Rover
- Xyber 9: New Dawn -

### Papeles de cine
- Area 88 - Mickey Simon
- Ben 10: El secreto del Omnitrix - Diamondhead, Ripjaws Alien, Fourarms Alien, Anunciador radiofónico, voces adicionales
- Ben 10: Destrucción Alienígena - Diamondhead
- Casper, la primera aventura - Stretch
- Casper y la mágica Wendy - Stretch
- Chillerama - Padre de Anne Frank
- Despicable Me 2 - Voces adicionales
- Escape from Planet Earth - Grey 1
- Felidae - Gus (doblaje inglés)
- Buscando a Nemo - Voces adicionales
- Los padrinos mágicos: ¡Abra catástrofe! - Chet Ubetcha
- Happily N'Ever After - Voces adicionales
- Hércules - Ice Titan
- Home on the Range - Voces adicionales
- Los Supersónicos: la película - Voces adicionales
- The Jimmy Timmy Power Hour - Guía del tour
- Kangaroo Jack: G'Day U.S.A.! - Outback Ollie
- The Lorax - Voces adicionales
- Macahans, The - Hombre de la Montaña
- Monsters University - Voces adicionales
- Mosaic - Voces adicionales
- Minions - Voces adicionales
- Party Central - Dad (acreditado como James Kevin Ward)
- Ratchet & Clank - Captain Qwark
- Spider-Man - Coordinador del Proyecto
- Los padrinos mágicos: ¡Se acabó la escuela! - El musical - Chet Ubetcha, Flunky
- Toy Story 3 - Voces adicionales
- Superman/Batman: Apocalypse - DJ de Radio, Policía
- El planeta del tesoro - Voces adicionales
- Ultimate Avengers - Herr Kleiser
- Ultimate Avengers 2 - Herr Kleiser
- WALL·E - Voces adicionales

### Papeles de videojuegos
- Age of Empires III: The Asian Dynasties - Tokugawa Ieyasu
- Arcanum: Of Steamworks and Magick Obscura - Arronax, Gar, Joachim, Nasrudin
- Batman: Arkham Knight - Bombero Adamson, Oficial Williams, Sargento McAllister, voces adicionales[2]
- Ben 10: Protector of Earth - XLR8, Wildvine
- Bionicle: The Game - Pohatu Nuva
- Call of Duty - Oficial Alemán PA, voces adicionales
- Call of Duty: United Offensive - Cabo Kukilov, Voces alemanas
- Command & Conquer: Generals -
- Command & Conquer: Generals Zero Hour -
- Crusaders of Might and Magic -
- Defense Grid: The Awakening - Fletcher
- Destroy All Humans! - Bert Whither, Mayor, Soldado del Traje de Poder, Trabajador 2
- Destroy All Humans! 2 - Premier Milenkov, Arkvoodle de la Ingle Sagrada, voces adicionales
- Destroy All Humans! Big Willy Unleashed - Mr. Pork, Toxoplasma Gondii, Jimbo el Correspondiente de Furontech
- Destroy All Humans! Path of the Furon - Arkvoodle
- Diablo III - Belial
- Dirge of Cerberus: Final Fantasy VII - Personajes Incidentales
- Doom 3 - Voces adicionales
- Dota 2 - Defense Grid Announcer Pack (como Fletcher)
- Dragon Age II - Orsino, voces adicionales
- Eat Lead: The Return of Matt Hazard - Sting Sniperscope
- The Elder Scrolls Online - Mannimarco
- Escape from Monkey Island - Drunk, Tony el Operador de la Catapulta
- EverQuest II - Varias voces
- Evil Dead: Regeneration - Dr. Vladimir Reinhard, Prof. Raymond Knowby
- Fairly Odd Parents: Shadow Showdown, The - Chet Ubetcha
- Fallout: New Vegas - Dr. Klein, Sink Intelligence Unit, Sink Auto-Doc (Old World Blues)
- F.E.A.R. - Commisario Betters
- Final Fantasy XIII - Voces adicionales
- Guild Wars 2 - Tybalt Leftpaw
- Grim Fandango - Hector LeMans, Gunnar, Doug
- El hobbit - Gandalf
- Killer7 - Toru Fukushima
- Kingdom of Paradise - Genra
- Lost Planet 2 - Varios
- Mercenaries 2: World in Flames - Ramon Solano
- Búsqueda del Rey VIII: La Máscara de la Eternidad - Gnomo Vendedor de Armadura, Hillman, Voz no vista
- Lord of the Rings: The Two Towers, The - Voces adicionales
- MadWorld - Agente XIII
- Marvel vs. Capcom 3: Fate of Two Worlds - Sentinel
- Metal Gear Solid 3: Snake Eater - Director Granin
- Metal Gear Rising: Revengeance - Wilhelm "Doktor" Voigt
- Nicktoons: Attack of the Toybots - Chad-bot, Empleado de Biggest Genius Host, Evil Toy Co.
- Ninja Blade - Tojiro Kurokawa
- Nuclear Strike - Voces adicionales
- Painkiller - Asmodeus
- PlayStation All-Stars Battle Royale - Capitán Qwark, Soldado de la Resistencia
- Ratchet & Clank - Capitán Qwark, Desertor , Gadgetron CEO
- Ratchet & Clank: Going Commando - Abercrombie Fizzwidget, Capt. Qwark, Anunciador UltraTech, Anunciador Corp, Qwarkbot Galactic Greetings Announcer
- Ratchet & Clank: Up Your Arsenal - Capitán Qwark, Tyrranoid Host, Scorpio, Skrunch
- Ratchet: Deadlocked - Shellshock, Groom, Qwark
- Ratchet & Clank: Size Matters - Otto Destruct, Capitán Qwark
- Secret Agent Clank - Capitán Qwark
- Ratchet & Clank Future: Tools of Destruction - Capitán Qwark
- Ratchet & Clank Future: A Crack In Time - Capitán Qwark
- Ratchet & Clank: All 4 One - Capitán Qwark, Comandante Spog
- Ratchet & Clank: Full Frontal Assault - Capitán Qwark
- Resident Evil 4 - Jack Krauser
- Resident Evil: The Darkside Chronicles - Jack Krauser
- Resident Evil: The Mercenaries 3D - Jack Krauser
- Resonance of Fate - Rowen
- Rise of Nightmares - Peter
- SOCOM II: U.S. Navy SEALs - Russian Spetznaz Operative Polaris
- SpongeBob SquarePants: Creature from the Krusty Krab - Voces adicionales
- Star Trek: Armada II - Voces adicionales
- Star Wars: Bounty Hunter - Alien Thug #2, Dug, Meeko Ghintee
- Star Wars: Episode I Racer - Mars Guo, Fud Sang
- Star Wars: Jedi Starfighter - Voces adicionales
- Star Wars: Knights of the Old Republic - Voces adicionales
- Star Wars: Racer Revenge - Mars Guo, Scorch Zanales
- Star Wars: Starfighter - Pirate Ground Control, Wingman
- The Elder Scrolls Online - Voces adicionales
- The Saboteur - Vittore
- The Sopranos: Road to Respect - Voces adicionales
- Tomb Raider: Anniversary - Pierre DuPont
- Transformers: Fall of Cybertron - Perceptor
- Transformers: Rise of the Dark Spark - Perceptor
- Vampire: The Masquerade – Bloodlines - Strauss, Isaac, Bach
- White Knight Chronicles - Sarvain
- Wolfenstein - Scribe
- X-Men Legends II: Rise of Apocalypse - Coloso, Guardián

### Otros
- Small Fry - Franklin el Águila
- The Super Mario Bros. Super Show! - Padre de Patty, Conde Drácula
- Diff'rent Strokes - Voice of "Kit", the car on Knight Rider (1984)